# Żar młodości
Żar młodości (ang. The Young and The Restless, w skrócie Y&R, dosł. „Młodzi i niespokojni”) – amerykańska opera mydlana, której akcja rozgrywa się w Genoa City w stanie Wisconsin (nazwa pochodzi od kurortu wypoczynkowego, w którym corocznie bywali twórcy opery mydlanej William J. Bell i Lee Phillip Bell). Po raz pierwszy serial wyemitowano w stacji CBS 26 marca 1973. Serial ten zastąpił dwie inne opery mydlane – Where the Heart Is oraz Love Is a Many Splendored Thing. 27 września 2012 stacja CBS wyemitowała 10 000. odcinek Żaru młodości, a 13 listopada 2024 stacja wyemitowała 13 000. odcinek serialu.
W Polsce serial emitowany był w telewizji Polsat od 2 września 1996 do 31 sierpnia 1999 od poniedziałku do piątku o godz. 10.00 i 00.05. Stacja wyemitowała 780 odcinków z lat 1992–1995. 1 września 2008 serial powrócił na antenę telewizji Polsat. Był emitowany o godzinie 6.00. Pokazywane były odcinki z 2001 roku. Jako pierwszy wyemitowano odcinek 7091. 19 czerwca 2009 stacja zawiesiła emisję bez podania przyczyny ani planowej daty wznowienia emisji. Z zakupionych 780 odcinków (wyprodukowanych 2001–2003) telewizja Polsat wyemitowała 203 odcinki.
Od drugiej połowy 1988 roku produkcja ta zajmuje pierwsze miejsce pod względem oglądalności wśród oper mydlanych z pasma porannego i popołudniowego.

## Produkcja i scenariusz
Sukces Żaru młodości związany jest z grupą scenarzystów i producentów, którzy, w większości, pozostali niezmienieni od lat 80., wraz z nadzorującym wszystko Williamem J. Bellem, który, wprawdzie zrezygnował z pisania scenariusza w 1998 r. (po 25 latach), ale mimo wszystko pozostawał ściśle związany z serialem jako producent wykonawczy i konsultant aż do swej śmierci w 2005 roku.
Równie istotną kwestią jest obsada głównych ról, która poza kilkoma wyjątkami, nie uległa zmianie od momentu wprowadzenia postaci do serialu. Pozwala to widzom przez lata śledzić nie tylko losy postaci pojawiających się w każdym odcinku, lecz także odtwarzających je aktorów i aktorek.

## Historia
Scenarzyści osadzili akcję serialu w świecie perfum, w którym rywalizują dwie firmy – Newman Enterprises i Jabot Cosmetics. Żar młodości w pierwszych kilkudziesięciu odcinkach skupiony był wokół rodzin Fosterów i Brooksów.
William i Elizabeth Foster mieli trójkę dzieci: Snappera, Grega i Jill. Stuart i Jennifer Brooksowie – cztery córki: Leslie, Chris, Peggy i Lauralee (zwaną Lorie). Już na wstępie zarysowała się walka klas, gdyż Brooksowie należeli do miejscowej elity, tymczasem Fosterowie – byli biedni. Młodzi aktorzy byli w tamtych latach obiektami drwin ze strony widzów, którzy kpili z serialu nazywając go „The Young and the Chestless”. Natomiast Leslie i Lorie walczyły między sobą o względy Brada Elliotta a później Lance’a Prentissa. Trójkąt ten jednak szybko przerodził się w kwadrat gdy na horyzoncie pojawił się brat Lance’a – Lucas.
Jeden z pierwszych naprawdę długich wątków telenoweli dotyczył rywalizacji pomiędzy Katherine Chancellor (Jeanne Cooper) a Jill Foster (Jess Walton). W 1973 Jill (wówczas grana przez Brendę Dickson) zatrudniła się jako osobista sekretarka Kay i pomagała jej rodzinie płacić rachunki. Kay była silną matroną uwięzioną w nieudanym małżeństwie z Phillipem Chancellorem (Donnelly Rhodes). Jill i Phillip zakochali się w sobie. Akurat gdy Phillip i Kay byli na najlepszej drodze do uzyskania rozwodu, Kay miała wypadek samochodowy (przez lata zastanawiano się czy był on zamierzony). W końcu jednak Phillip, na łożu śmierci, poślubił Jill i zapisał w spadku jej i ich dziecku Phillipowi III całą fortunę. Naturalnie Kay podważała tę decyzję i wygrała sprawę z Jill w sądzie. Rozgoryczona Jill została jędzą; gdy tylko Kay zakochała się w Dereku Thurstonie, Jill natychmiast zaangażowała się w rozdzielenie tych dwojga. Następnie wyszła za mąż za magnata – Johna Abbotta (Jerry Douglas), podczas gdy Kay załamała się i wpadła w alkoholizm oraz w... lifting twarzy. Lata później, po dwóch rozwodach z Johnem oraz po tragicznej śmierci syna w wypadku samochodowym wróciła do sądu i sędzia przyznał jej prawo do połowy majątku Chancellorów. Rozpoczęła się kolejna bitwa między dwiema kobietami gdy drugi syn Jill – Billy zaczął umawiać się na randki z wnuczką Kay – Mackenzie. W 2003 Jill odkryła szokującą prawdę, że Katherine „Kay” Chancellor jest jej rodzoną matką i w porę powiedziała Billy’emu i Mackenzie, że nie powinni konsumować swojego związku. W 2004 ojciec Jill – Arthur (David Hedison) na krótko odwiedził Genoa City i stał się kolejnym powodem spięć między matką i córką, jako że Kay znów zaczęła zmagać się ze swą słabością do alkoholu.
Chociaż Lorie Brooks była kimś więcej niż tylko złą dziewczyną, która dręczyła niewinną siostrę Leslie, została zwyciężczynią w walce o prawo do opieki nad dzieckiem Leslie, pokonała też jej psychotyczną macochę – Vanessę, która posunęła się do samobójstwa, by wrobić Lorie w morderstwo. Lorie zachowywała się i reagowała zgodnie ze swoją neurotyczną naturą; można rzec, że była dzieckiem w kobiecym ciele. Niegrzeczna i współczująca zarazem, była wzorem dla wielu kolejnych postaci kobiecych w Żarze. Większość rodziny Fosterów i Brooksów doczekało się kilku odtwórców do lat 80. Wtedy Bell zdecydował się rozszerzyć jeden odcinek do godziny. Wielu aktorów w tym czasie zrezygnowało ze swych ról, gdyż twierdzili, że nie wytrzymają pracy na planie godzinnych odcinków. Bell powiedział sobie, że zaczeka jeszcze na odejście jednej osoby z obsady a następnie zreorganizuje cały serial. Gdy Jaime Lyn Bauer zrezygnowała w 1982, Bell wykorzystał szansę, aby wyrzucić ze scenariusza wszystkich członków rodziny Brooksów i Fosterów z wyjątkiem Jill. Stopniowo akcja zaczęła skupiać się na rodzinach Williamsów, Newmanów i Abbottów oraz i na ich imponujących firmach: Newman Enterprises i Jabot Cosmetics. Rodzina Williamsów nie wytrzymała długo w serialu jednak dwie pozostałe rodziny na stałe wpisały się w Żar młodości. Y&R jest jedynym serialem w historii, w którym wyeliminowano całą oryginalną obsadę i praktycznie stworzono serial od nowa.
W tym samym czasie, gdy Bell usuwał postacie z lat 70., do Genoa City przybył Eric Braeden jako złowrogi magnat Victor Newman, który był niesamowicie zazdrosny o swą żonę Julię (Meg Bennett). Bell zobaczył to „coś” w grze Braedena i ponieważ nie było wtedy wielu silnych, męskich postaci, wywindował go do statusu gwiazdy serialu. Niedługo potem. Victor udał się do klubu ze striptizem i spotkał zuchwałą i niewinną Nikki Reed (graną przez Melody Thomas Scott). Nikki była częścią wielu podrzędnych epizodów (zabicie ojca–gwałciciela, zarażenie chorobą weneryczną przez Paula Williamsa, dołączenie do sekty). W końcu wyszła za Victora na urządzonym z przepychem ślubie w 1984, ale ich związek pełen miłości i nienawiści cierpiał wielokrotnie przez rozwody i romanse. Zamieszany w tę sytuację był każdy od Abbottów przez ślepą farmerkę z Kansas aż do ginekologów. Po ponad dekadzie bez siebie połączyli się znów w 1998. W 2002 roku ponownie wzięli ślub, w miejscu gdzie pierwszy raz składali przysięgę małżeńską. Obecnie nie są już razem.
Żar młodości jest jedną z niewielu telenoweli, które zwycięsko zintegrowały czarnoskórych aktorów z pozostałą obsadą. W połowie lat 80. napisano wątek młodego murzyna mającego obalić szefa mafii, ale postaci tych pozbyto się po kilku latach. Introdukcja rodziny Wintersów i sióstr Barber na początku lat 90. udała się całkiem dobrze dzięki licznym dialogom i sytuacjom integrującym nowe postaci z resztą obsady. Nowe postacie zostały wymyślone tuż po tym jak Pokolenia (Generations) zostały ostro skrytykowane za obsadzenie wszystkich ról przez czarnoskórych Amerykanów. Seriale z ugruntowaną pozycją tak jak Żar młodości były natomiast często krytykowane za nieporuszanie problemów mniejszości (np. siostry Barber były związane z jedynymi dwoma czarnoskórymi mężczyznami w serialu; pokojówka Abbottów, Mamie Johnson grana przez Margeurite Ray i Veronikę Redd. Inna postać (Nathan Hastings) została przez scenarzystów rozwiedziona z jedną z sióstr Barber – Olivią, zanim zmarła wskutek postrzału i zmarła w 1996].
Krytycy nie byli jednak zachwyceni serialem, nawet gdy zatrudniono więcej afroamerykanów, gdyż postaci przez nich odtwarzane „mieszały się we własnym sosie”. W przypadku bliźniaków Winters: Neila (Kristoff St. John) i Malcolma (Shemar Moore) oraz sióstr Barber: Olivii (Tonya Lee Williams) i Drucilli (Victoria Rowell), akcja polegała zazwyczaj na odbijaniu sobie nawzajem partnerów prowadząc do niekończącego się czworokąta miłości pomiędzy czwórką postaci. Późniejsze wątki udowodniły, że ten wybór polegający na przypuszczeniu, że związki międzyrasowe byłyby zbyt kontrowersyjne były w istocie słuszne. Romans Neila Wintersa i Victorii Newman pod koniec lat 90. został wycięty przez decydentów CBS, którzy zaczęli otrzymywać wrogie listy od telewidzów z Południa Stanów Zjednoczonych. W 2004 romans pomiędzy Phyllis Abbott (Michelle Stafford) a chemikiem Damonem Porterem (Keith Hamilton Cobb) został napisany pomimo obaw, że międzyrasowe związki wywołają burzę podobną do tej sprzed kilku lat.
Podczas gdy inne seriale w latach 80. i 90. poruszały różnorakie tematy socjalne, Żar młodości konsekwentnie ich unikał. Aborcja, bezdomność czy AIDS stanowiły jedynie sposób na wzbogacenie fabuły, w żadnym razie nie skupiano się na sposobach radzenia sobie z tymi problemami lub unikania ich. Na przykład w latach 80., gdy Ashley Abbott (Eileen Davidson) usunęła dziecko Victora, każdy widz szukający prawdziwej historii na temat plusów i minusów tego rozwiązania był rozczarowany. Ashley posunęła się do aborcji ze względu na śmiertelnie chorą wtedy żonę Victora – Nikki. Kobieta nie chciała jej zadawać dodatkowego bólu. Gdy Victor poznał prawdę nieomal rozerwał ją na strzępy, wywołał u niej załamanie nerwowe a następnie zamknął w zakładzie dla obłąkanych. Ostatecznie skończyło się na tym, że Ashley poślubiła swego psychiatrę.
Jedynym gorącym tematem, którego Żar młodości nie mógł przełknąć był wątek homoseksualny. W latach siedemdziesiątych samotna Kay Chancellor zaprzyjaźniła się z otyłą i nieszczęśliwą gospodynią domową – Joann Curtis. Kay zdecydowała się przyjąć ją pod swój dach i pomóc jej podnieść swą samoocenę. Syn Kay Brock zastanawiał się, co też obie kobiety robią całymi dniami razem, gdy Kay zaprosiła przyjaciółkę na wakacje na Hawajach. Natychmiast notowania serialu dramatycznie spadły. Gdy Bell pozbył się postaci Joann i jej związku z Kay Żar wrócił na swą pozycję sprzed tego nieakceptowanego wątku.
Dość kontrowersyjnym elementem serialu jest również córka Bella – Lauralee. Zadebiutowała w serialu w 1983 jako Christine – kuzynka fotografa Joego Blaira. Z czasem, jak Lauralee dorastała stawała się coraz ważniejszym elementem obsady aż do 1988, gdy aż czterech bohaterów serialu było w niej zakochanych. Wieloletni ulubieniec telewidzów Terry Lester (Jack Abbott) opuścił obsadę w 1989 i częściowo winił za to właśnie Lauralee Bell. Twierdził, że jej postać stanowiła coraz większą część serialu powodując tym samym zepchnięcie na dalszy plan resztę bohaterów. Ostatecznie Christine poślubiła rockmana Danny’ego Romalottiego (Michael Damian) a lata potem Paula Williamsa (Doug Davidson). W 1996 scenarzyści zasugerowali widowni romans między Christine a starszym od niej o wiele Victorem. Negatywna reakcja ze strony widowni znów spowodowała jednak zakończenie tego epizodu. Później Christine zaangażowała się w związek z Michaelem Baldwinem (Christian LeBlanc), który już wcześniej był nią zainteresowany. To doprowadziło do kontrowersyjnego zakończenia, gdzie Paul wściekły na nowa miłość ex-żony zgwałcił Christine. Wielu fanów serialu nie mogło uwierzyć, że Paul mógłby się posunąć do takiej podłości i było niezadowolonych ze scen określanych po prostu jako „ostry seks”. Od 2003 małżeństwo i dzieci Lauralee Bell, jak również jej sukces w branży odzieżowej zmniejszyły jej udział w serialu i utorowały drogę dla innych postaci.
Podczas gdy poważne zmiany w obsadzie skazały na zagładę takie seriale jak Ryan’s Hope oraz Love is a Many Splendored Thing, wielu uważa, że casting do Żaru młodości jest najlepszy w swoim rodzaju. Większość istotnych bohaterów jest granych przez te same osoby dekadami. Jeżeli opuścili serial, zastępstwa były często popularne i wniosły nową jakość do postaci, tak jak Peter Bergman w roli Jacka Abbotta, Susan Walters w roli Diane Jenkins, Jess Walton w roli Jill Foster Abbott lub Judith Chapman jako Gloria Abbott. Gdy Y&R popełnia jakiś błąd w obsadzaniu roli (np. Sarah Aldrich jako czasowe zastępstwo dla Heather Tom w roli Victorii Newman). Pomyłka została szybko naprawiona, gdy Tom wróciła na plan. (Tom opuściła serial ostatecznie w 2005 i została zastąpiona przez gwiazdę serialu Wszystkie moje dzieci – Amelię Heinle).
Przez te wszystkie lata Żar młodości zmaga się ze stopniowym zmniejszaniem się liczby publiczności. Mimo to przyszłość serialu jest niezagrożona.

## Klany w Genoa City

### Rodzina Newmanów
- Victor Newman (grany przez Erica Braedena) – bogaty, potężny przemysłowiec. Założyciel, właściciel i prezes zarządu w Newman Enterprises. Był mężem Nikki Reed, Julii Martin, Leanny Randolph, Ashley Abbott, Hope Wilson, Diane Jenkins i Sabriny Costelany. Ojciec Victorii, Nicholasa, Adama i Abby. Victor po postrzeleniu przez szaloną Patty Williams, potrzebował nowego serca. Otrzymał przeszczep serca zmarłej Colleen Carlton. W styczniu 2010 wrócił do miasta, by znów przejąć władzę nad swoją firmą. W 2012 dwukrotnie poślubił Sharon Collins.
- Nicholas Newman (obecnie Joshua Morrow, wcześniej m.in.: Griffin Ledner i John Nelson-Alden) – syn Victora i Nikki, ojciec Noah i Summer, adoptował Cassie Newman. CEO Newman Enterprises. Obecnie jest żonaty z Phyllis Summers. Wcześniej był też mężem Sharon Collins. Sharon urodziła mu niedawno córkę – Faith, Nick jest jednak mylnie przekonany, że dziewczynka urodziła się martwa. Poprzez intrygi jego brata – Adama dziecko trafiło pod opiekę Ashley Abbott.
- Phyllis Newman z domu Summers (oryginalnie i obecnie grana przez Michelle Stafford, a od 1997 do 1999 przez Sandrę Nelson) – Ex-żona Jacka Abbotta; była też żoną Danny’ego Romalotti, matka Daniela Romalotti Jr. Obecnie jest żoną Nicka Newmana, z którym ma córkę − Summer.
- Victoria Nicole Newman Abbott (grana niegdyś przez Heather Tom i Sarah Aldrich, a obecnie przez Amelię Heinle) – córka Victora i Nikki. Była żoną Ryana McNeila, Cole’a Howarda (miała z nim córkę − Eve), Brada Carltona i J.T. Hellstroma (ma z nim syna – Reeda), którego zdradziła z Deaconem Sharpe’em. Obecnie pracuje jako dyrektor wykonawczy w Newman Fundation i właścicielka Newman Art Gallery. Czasowo przebywała w pracy w Dubaju. Jej obecnym mężem jest Billy Abbott.
- Victor Adam Newman (niegdyś Chris Engen, a obecnie Michael Muhney) − znany także jako Adam Wilson. Syn Victora Newmana i Hope Wilson. Nienawidzi ojca, bezwzględnie się na nim mści terroryzując jego żonę − Ashley. Przez krótki czas był w więzieniu, gdzie niemal całkowicie stracił wzrok. Spotykał się z Heather Stevens, jednak ta odeszła od niego gdy dowiedziała się, że zdradził ją z... mężczyzną − Rafe Torresem, którego chciał wykorzystać do innych celów. Chciał odwieść od siebie podejrzenia Rafe o terroryzowanie Ashley. Adam romansował z Sharon Collins, rywalizuje ze swoim bratem – Nickiem na gruncie prywatnym i zawodowym. Wcześniej potajemnie doprowadził do tego, że Ashley, która poroniła dziecko, jako własne otrzymała dziecko Sharon i Nicka, którzy błędnie sądzą, że ich dziecko zmarło. Od 2009 do 2010 był mężem Sharon. Obecnie pracuje w McCall Unlimited.
- Sharon Newman z domu Collins (przedtem Monica Potter i Heidi Mark, a obecnie Sharon Case) – matka Cassie i Noah. Była żona Jacka i Nicka Newmana. Modelka. Jest kleptomanką, przebywała w zakładzie dla obłąkanych, gdzie urodziła Nickowi córkę Faith. Przez intrygę Adama Wilsona jej dziecko uznano za zmarłe, wychowywała je jako swoje Ashley Abbott. Sharon spotykała się z bratem Nicholasa – Adamem. W 2009 zostali małżeństwem, rozstali się w 2010. W 2012 kobieta poślubiła Victora Newmana.
- Noah Newman (Robert Adamson, wcześniej m.in.: Luke Kleintank i Kevin Schmidt) − syn Nicka i Sharon. Spotyka się z Eden Gerick.
- Abigail Rachel „Abby” Newman (obecną odtwórczynią tej roli jest Melissa Ordway, dawniej postać grały m.in.: Marcy Faith Behrens, Hayley Erin i Darcy Rose Byrnes) − córka Ashley i Victora, adoptowana przez Brada Carltona.

### Rodzina Abbottów
- John „Jack” Abbott II (przedtem w tej roli Terry Lester, a teraz Peter Bergman) – syn Johna i Diny. Dawny CEO w Jabot Cosmetics. Największy rywal Victora. Ex-mąż Patty Williams – siostry Paula, niemal został zamordowany, gdy wyszedł na jaw jego romans z byłą macochą – Jill. Był także mężem Lindsay Wells, Nikki Newman, Luan Volien i Phyllis Summers i Sharon Collins. Ojciec Keemo i Kyle’a. Ponownie zmagał się z Patty Williams, kiedy ta wróciła do miasta i znów pragnęła go zdobyć. Po zamknięciu Patty w szpitalu psychiatrycznym, spotykał się z jej lekarką – Emily Peterson. W 2012 ponownie poślubił Nikki.
- Nicole „Nikki” Abbott z domu Reed (niegdyś grana przez Ericę Hope, a obecnie przez Melody Thomas Scott) – jedyna prawdziwa miłość Victora, matka jego dzieci – Nicholasa i Victorii. Siostra Caseya, niegdyś związana z Paulem Williamsem. Była żoną Grega Fostera (brata Jill), Kevina Bancrofta, Tony’ego DiSalvo (zabitego przez Paula), Jacka Abbotta, Joshuy Landersa, Davida Chowa i Deacona Sharpe’a. Po rozstaniu z Paulem zaginęła bez wieści. Ashley Abbott mylnie sądziła, że potrąciła ją samochodem. Okazało się jednak, że po miesiącach nieobecności Nikki wróciła cała i zdrowa. Po rozstaniu z Deaconem Sharpe’em ponownie została żoną Jacka Abbotta[2].
- Traci Abbott Connolly (Beth Maitland) – przyrodnia siostra Ashley oraz Billy’ego, siostra Jacka. najpierw wyszła za Danny’ego, potem Brada, a następnie za Steve’a Connolly’ego. Miała problem z nadwagą. Matka Colleen Carlton. Opuściła miasto w 1996 i wyjechała do Nowego Jorku. Okazjonalnie pojawia się w serialu.
- Jill Abbott Fenmore (dawniej Brenda Dickson, Bond Gideon i Deborah Adair, obecnie Jess Walton) – ex-macocha Jacka i Ashley. Wychowała się jako córka Liz Foster, tymczasem była przez nią adoptowana. Przez pewien czas sądzono, że jest córką swojej wieloletniej rywalki – Katherine Chancellor, ale w 2009 okazało się, że nie są ze sobą spokrewnione. Była żona Brocka Reynoldsa, Phillipa Chancellora II, Dereka Thurstona, Stuarta Brooksa, Johna Abbotta i Rexa Sterlinga. Matka Cane’a Ashby i Billy’ego Abbotta. Romansowała z potężnym biznesmenem Tuckerem McCallem, wraz z Paulem Williamsem poszukiwała biologicznej córki Katherine. Gdy dowiedziała się, że Tucker jest synem Kay, była na niego wściekła. Ostatecznie para rozstała się. Kiedy wyszło na jaw, że Jill jest córką Neila Fenmore’a, kobieta przyjęła jego nazwisko.
- William „Billy” Foster Abbott (przedtem w tej roli David Tom, Ryan Brown i Scott Seymour, a obecnie Billy Miller) – jedyny syn Johna i Jill, przez krótki czas mąż swej rzekomej kuzynki – Mackenzie Browning (nie skonsumowali związku). Opuścił Genoa City z nieznanych przyczyn. Do miasta powrócił we wrześniu 2008. Był mężem Chloe Mitchell, z którą ma córkę Cordelię. W 2009 wyszło na jaw, że nie jest spokrewniony z Mackenzie. Wtedy zdał sobie sprawę, że kocha Mackenzie i wrócił do niej. Para jednak rozstała się, gdyż nie mógł zaakceptować, że ukochana jako surogatka ma urodzić dziecko Cane’owi i Lily Ashbym. Obecnie Billy prowadzi gazetę „Restless Style”. Jest mężem Victorii Newman.
- Chloe Abbott (Elizabeth Hendrickson) − córka pokojówki Katherine Chancellor − Esther Valentine. Pracuje jako redaktor w piśmie Resless Style. Była żona Cane’a Ashby’ego, z którym rzekomo była w ciąży. Ojcem dziecka okazał się jednak być Billy Abbott. Urodziła mu córkę − Delię, została jego żoną. Obecnie jednak rozwiedli się, ale Chloe przez długi czas starała się zdobyć miłość Billy’ego wzbudzając w nim zazdrość przez flirt z Chance’em Chancellorem. Ostatecznie Chloe zakochała się w Chansie. Niedawno wyznała, że nic już nie czuje do Billy’ego i jest on dla niej jedynie ojcem jej dziecka.

### Rodzina Chancellorów
- Patrick Murphy (Michael Fairman) − mąż Katherine, zaprzyjaźnił się z nią, gdy była zaginiona i bezdomna. Prowadzi sklep wędkarski.
- Tucker McCall (wcześniej w tej roli William Russ, obecnie Stephen Nichols) – miliarder, biznesmen, który przybywa do Genoa City w grudniu 2009. Właściciel i CEO firmy McCall Unlimited. Chce nabyć udziały w firmie Katherine Chancellor. Potajemnie romansuje z Jill Abbott. Tucker podstępnie przejmuje kontrolę nad Chancellor Industries i wyjawia Katherine, że jest jej synem, którego ona w młodości porzuciła. Wyznaje także, że od lat planował zemstę na biologicznej matce. Zamierza doprowadzić firmę Katherine do upadku. Najpierw postanawia wystawić na sprzedaż firmę Jabot Cosmetics, należącą dawniej do Katherine. W międzyczasie zrywa z Jill.
- Phillip Chancellor III (Thom Bierdz) – syn Jill i Phillipa II. Zmarł w wypadku spowodowanym przez siebie, krótko po ślubie z Niną. W 2007 okazuje się, że Phillip nie był biologicznym synem Phillipa II i Jill. Prawdziwym synem tej pary okazuje się być Ethan „Cane” Ashby. Z Niną ma syna − Phillipa IV. W 2009 okazuje się, że nadal żyje i to on wychowywał w Australii Cane’a pod fałszywym imieniem „Langley”. Powraca do Genoa City, gdzie jednoczy się z rodziną i synem − Phillipem IV. Wyjawia także, że sfingował swoją śmierć, bo chciał ukryć przed rodziną fakt, że jest homoseksualistą. W listopadzie 2009 wyjeżdża do Australii by zająć się tam barem, który prowadzi. Na początku 2010 powróci do serialu.
- Nina Webster (grana przez Tricię Cast) – samotna nastoletnia matka, była żona Phillipa III, który zmarł w wypadku samochodowym. Była też żoną Davida Kimble’a i Ryana McNeila. Najlepsza przyjaciółka, później przeciwniczka i znów przyjaciółka Christine. Matka syna Phillipa III – Phillipa Chancellora IV. Razem z synem opuściła Genoa City w lutym 2001 i wyjechała do Los Angeles. Do miasta powraca jednak w 2009 i odkrywa, że jej pierwszy mąż − Phillip nadal żyje. Obecnie spotyka się z Paulem Williamsem.
- Chance Chancellor (niegdyś Penn Badgley, obecnie John Driscoll) – właściwie Phillip Chancellor IV, syn Phillipa III i Niny. W 2009 powraca do Genoa City po służbie wojskowej w Iraku. Odnawia kontakt z biologicznym ojcem − Phillipem III i flirtuje z Chloe Mitchell. Obecnie pracuje jako policyjny detektyw. W jednym z odcinków zostaje dźgnięty nożem. Wychodzi jednak z opresji, ale ktoś nadal czyha na jego życie.

### Rodzina Wintersów i Barberów
- Neil Winters (Kristoff St. John) – brat Malcolma, CEO Chancellor Industries, jest alkoholikiem. Dwukrotnie żonaty z Drucillą Barber. Był też mężem Karen Taylor i Sofia Dupre (mają syna – Mosesa), wychowuje córkę Dru – Lily, a także adoptowanego syna − Devona. Do niedawna spotykał się z Tyrą Hamilton i Ashley Abbott.
- Malcolm Winters (wcześniej Shemar Moore, od 2009 Darius McCrary) – brat Neila, fotograf, pracownik Newman Enterprises. Został uznany za zmarłego po zaginięciu w Afryce, ale po dwóch latach został odnaleziony. Zakochany w Olivii, ale spał też z Dru. W 2005 odkrył, że jest ojcem Lily. W tym samym roku wyjechał z Genoa City. W grudniu 2009 powraca do Genoa City by zobaczyć się z bratem i zjednoczyć z chorą na raka biologiczną córką.
- Lily Winters (Christel Khalil) – przez wiele lat uważana za córkę Neila i Dru, tymczasem została poczęta przez Malcolma i Dru. Jej niezdrowy związek z poznanym przez internet Kevinem Fisherem, przyprawił ją o chorobę weneryczną. Lily opuściła Genoa City we wrześniu 2005, gdy Drucilla i Neil wysłali ją do szkoły w New Hampshire. Dziewczyna powróciła jednak do miasta w lutym 2006. Była żoną Daniela Romalotti Jr. Obecnie jest żoną Cane’a Ashby’ego i zmaga się z rakiem. Mackenzie Browning urodziła im bliźnięta − Charlesa i Matildę. Lily zawodowo pracuje jako modelka dla pisma Restless Style.
- Cane Ashby (Daniel Goddard) − rzekomy syn Jill i Phillipa Chancellora II. Przyjeżdża do Genoa City na początku 2007. Wiceprezes Chancellor Industries. Był żonaty z Amber Moore i Chloe Mitchell. Obecnie jest mężem Lily Winters. Wychodzi na jaw, że nie jest biologicznym synem Jill i Phillipa II. Dawniej pracował jako barman w Australii, gdzie poznał ukrywającego się przed rodziną Phillipa III − prawdziwego syna Jill i Phillipa II. Zostali przyjaciółmi i Phillip nakłonił go by przywdział jego tożsamość i znalazł szczęście u boku jego rodziny. Sekret wyszedł jednak na jaw. Obecnie jednak nadal jest mężem Lily, wspiera ją w walce z rakiem. Mackenzie Browning urodziła im bliźnięta – Charlesa i Matildę.
- Devon Hamilton (Bryton McClure) – adoptowany syn Neila i Drucilli. Jest studentem. Zmagał się z zapaleniem opon mózgowych. Przez chorobę stracił słuch. Odzyskał jednak niemal całkowitą sprawność po otrzymaniu implantu ślimakowego. Pracuje w Newman Enterprises. Do niedawna spotykał się z Roxanne, ale ta zerwała z nim, gdy zobaczyła go całującego się z Tyrą Hamilton − jego rzekomą ciotką. Obecnie znów jest związany z Roxanne, która wybaczyła mu zdradę.
- Olivia Barber Winters (Tonya Lee Williams) – lekarka, została żoną Malcolma po tym, jak jej pierwszy mąż – Nathan zmarł. Jest siostrą Drucilli i przez lata podkochiwała się w jej mężu – Neilu. Przez kilka lat pracowała w Afryce. Obecnie znów mieszka i pracuje w Genoa City, wspiera także rodzinę Wintersów. Jest kuzynką Justina Barbera – postaci z Mody na sukces.

### Rodzina Williamsów
- Paul Williams (Doug Davidson) – ex-mąż April Stevens, Isabelli Braña, Christine Blair i Lauren Fenmore, prywatny detektyw. Był też chłopakiem i narzeczonym Nikki Newman. Jest bratem Patty, Todda i Stevena Williamsów. Syn Carla i Mary Williamsów. Ojciec Heather Stevens Lynch i Ricardo Carla Williamsa. Ojciec chrzestny Daniela Romalotti, Jr. Obecnie pomaga Jill w odnalezieniu biologicznej córki Katherine Chancellor. By ukryć to przed Katherine udaje nowego mężczyznę Jill. Spotyka się z Niną Webster.
- Patty Williams (dawniej grana przez Tammy Taylor, Lilibet Stern i Andreę Evans, obecnie przez Stacy Haiduk) – córka Carla i Mary Williamsów. Ex-żona Jacka Abbotta. Nieomal zabiła go, gdy dowiedziała się, że miał romans z Jill (ex-macochą). Wyjechała z Genoa City w 1984. Powróciła jednak w 2009 ze zmienioną po operacji plastycznej twarzą pod fałszywym nazwiskiem Mary Jane Benson. Chce zemścić się na Victorze Newmanie i zdobyć Jacka. Posuwa się przy tym do licznych zbrodni i intryg. Gdy każdy poznaje jej prawdziwą tożsamość, zaczyna uciekać przed policją. Porywa i więzi Colleen Carlton, później zostaje schwytana i umieszczona na obserwacji w szpitalu psychiatrycznym. Patty wydaje się, że żyje w latach 80. i nadal jest żoną Jacka. Gdy dowiaduje się, że jej lekarka – Emily spotyka się z Jackiem wpada w gniew i porywa Emily.
- Heather Stevens (Vail Bloom) − córka Paula Williamsa i April Stevens. Pracuje jako prokurator okręgowy pomocniczy. Spotykała się z Adamem Wilsonem, zerwała z nim gdy odkryła, że zdradził ją z mężczyzną − prawnikiem Rafe Torresem. Wcześniej flirtowała też z Cane’em Ashbym i Danielem Romalotti Jr. Spędza także noc z Billym Abbottem w zamian za przekazanie mu informacji do artykułu na temat Adama Wilsona.
- Todd Williams (Corbin Bernsen) − przez wiele lat był tylko wspominany w serialu jako najstarszy z rodzeństwa Williamsów. Ksiądz, brat Paula, Patty i Stevena. Po raz pierwszy pojawił się w 2003. Pojawia się gościnnie udzielając ślubu bohaterom. W 2009 spowiada Mary Jane Benson, która ukrywa swoją prawdziwą tożsamość i tak naprawdę jest Patty Williams.

### Rodzina Baldwinów i Fisherów
- Gloria Bardwell (dawniej Joan Van Ark, a teraz Judith Chapman) – matka Kevina (ojcem jest Tom Fisher) i Michaela (ojcem jest Lowell „River” Baldwin). Była żona Toma Fishera, Johna Abbotta i Williama Bardwella. Była także dwukrotnie żoną brata bliźniaka Williama – Jeffreya Bardwella. Zawodowo zajmowała się prowadzeniem fundacji charytatywnej. Obecnie pomaga synowi w prowadzeniu kawiarni „Crimson Lights”. Wraz z mężem omal nie straciła całego majątku poprzez nieudane interesy. Obecnie planuje zakup Jabot Cosmetics.
- Jeffrey Bardwell (Ted Shackelford) − były prawnik, brat bliźniak zmarłego męża Glorii − Williama. Zostaje mężem Glorii. Wraz z Glorią omal nie stracił całego majątku poprzez swoje nieudane interesy. Obecnie wraz z byłą już żoną planuje zakup Jabot Cosmetics.
- Michael Baldwin (Christian LeBlanc) – prawnik i ex-kochanek Christine, Phyllis, Victorii i Isabelli. Były mąż Hilary Lancaster. Syn Glorii Bardwell i Lowella „Rivera” Baldwina. Przyrodni brat Kevina Fishera. Obecnie jest żonaty z Lauren Fenmore Baldwin. Ma z nią syna − Fenmore’a. W najnowszych odcinkach Michael angażuje się w sprawę niesłusznie oskarżonego o morderstwo Daniela Romalottiego.
- Lauren Fenmore Baldwin (grana przez Tracey E. Bregman, tymczasowo w 1991 zastępowała ją Caryn Richman) – córka Neila Fenmore’a i Joanny Manning. Właścicielka sieci sklepów „Fenmore Department”, dawna rywalka Traci. Miała romans z Dannym i Bradem. Miała również męża – Scotta Graingera (przyrodniego brata Christine), który zmarł na początku lat 90. Była także żoną Paula Williamsa. Obecnie jej mężem jest Michael Baldwin. Jest matką Scotta Graingera Jr. i Fenmore’a Baldwina. Arcy-nemezis Sheili Carter, którą zabiła w 2007. Bliska przyjaciółka rodziny Forresterów z Mody na sukces. Przeżywała kłopoty zdrowotne, ktoś czyhał także na jej życie próbując ją straszyć m.in. poprzez przesłanie jej w paczce żywego szczura. Wrogiem kobiety była Sarah Smythe – siostra Sheili Carter. Lauren udało się ją zabić.
- Eden Baldwin (wcześniej w tej roli Erin Sanders i Vanessa Marano, obecnie Jessica Heap) − młodsza przyrodnia siostra Michaela. Córka Lowella „Rivera” Baldwina. Jest nastolatką. Spotyka się z Noah Newmanem. Jest nieufna wobec pracownicy Lauren – Daisy. Ona i Noah omal nie giną w pożarze domu Sharon Newman, spowodowanym przez Daisy. Ktoś chcąc się pozbyć jej z miasta, wysyła ją do ciotki do Paryża.
- Kevin Fisher (Greg Rikaart) – brat przyrodni Michaela Baldwina, Rydera Callahana i Daisy Carter. Wzniecił wiele pożarów w mieście i prawie zabił wnuczkę Johna Abbotta – Colleen. Uczęszcza na terapię aby uporać się ze swoją przeszłością. Był mężem Jany Hawkes. W 2012 poślubił Angelinę Veneziano. Jego obecną żona jest Chloe Mitchell. Prowadzi kawiarnię „Crimson Lights” i pracuje w Chancellor Industries. Jako jedyny wierzył w dobre intencje Rydera. Zerwał z nim jednak kontakty, gdy ten odmówił mu wyznania prawdy na temat wrobienia Daniela Romalottiego w morderstwo.
- Ryder Callahan (Wilson Bethel) − przyrodni brat Kevina, brat bliźniak Daisy, syn Toma Fishera i Sheili Carter. Zajmuje się handlem dziełami sztuki, jest pomocnikiem Deacona Sharpe’a. Obecnie pracuje w lokalu Kevina. Nikt oprócz brata nie wierzy w jego dobre intencje. Ma niejasne powiązania ze sprawą wrobienia Daniela Romalottiego w morderstwo. Ostatecznie Kevin zrywa z nim kontakty, po tym gdy ten nie chce mu wyjawić swojego udziału w sprawie Daniela.
- Daisy Carter Romalotti (Yvonne Zima) – koleżanka ze szkoły Abby Carlton. Pracowała w butiku Lauren Fenmore Baldwin. Okazuje się być siostrą bliźniaczką Rydera i przyrodnią siostrą Kevina. Wychodzi na jaw, że jest córką Sheili Carter i Toma Fishera. Wraz z bratem wypełniała plan ich ciotki – Sarah Smythe, by zemścić się na Lauren za śmierć matki. Spowodowała pożar w domu Sharon Newman, w którym omal nie giną Noah Newman i jego dziewczyna – Eden. Podstępem zgwałciła Daniela Romalottiego, zaszła z nim w ciążę i urodziła córkę – Lucy. Para została małżeństwem w 2012. Wszystko wskazywało na to, że 22 czerwca 2012 Daisy została zamordowana przez Ricky’ego Williamsa, ale okazało, że jednak żyje[3].

### Inni
- Daniel Romalotti (dawniej w tej roli Cam Gigandet, obecnie Michael Graziadei) − syn Phyllis Newman i Danny’ego Romalotti. Tak naprawdę jednak jego biologicznym ojcem jest Brian Hamilton. Muzyk, fotograf, malarz, artysta. Brał udział w wypadku samochodowym Cassie Newman, w wyniku którego dziewczyna zmarła. Romansował z Lily Winters, był także jej mężem wbrew sprzeciwom swojej rodziny i rodziny dziewczyny. Był także zaręczony z Amber Moore. W 2009 został wrobiony w morderstwo przez Deacona Sharpe’a − dawnego przyjaciela Amber, który postanowił walczyć o jej miłość i pozbyć się rywala. Daniel został mężem Amber, ale nie był gotowy na bycie ojcem, więc żona opuściła go i wyjechała z Genoa City. Ponownie niesłusznie został aresztowany za morderstwo. Jego rodzina i przyjaciele starali się udowodnić jego niewinność przed sądem. Ostatecznie zarzuty przeciwko niemu zostają wycofane. Został zgwałcony przez Daisy Carter, która urodziła mu córkę Lucy. Para wzięła ślub w 2012.
- Roxanne (Tatyana Ali) – dziewczyna Devona Hamiltona. Rozstaje się z nim po tym gdy przyłapuje go na zdradzie z Tyrą Hamilton. Ostatecznie jednak do siebie wracają.
- Rafe Torres (Yani Gellman) − były prawnik Adama Wilsona. Przyjaciel Billy’ego Abbotta. Gej, wykorzystany przez swojego klienta − Adama. Spędzili razem jedną noc. Adam próbował przekonać Rafe do tego, że nie jest zamieszany w terroryzowanie Ashley Abbott uwodząc go. Prawnik jednak po czasie przejrzał go i obecnie już się razem nie spotykają.
- Esther Valentine (Kate Linder) − emerytowana gosposia w domu Katherine Chancellor. Była żona Normana Petersona i Rogera Wilkesa. Matka Kate Tiny Valentine/Chloe Mitchell, babcia Cordelii Katherine Valentine Abbott. Zajmuje się także doradztwem do spraw uzależnienia od alkoholu.

### Obecnie niewystępujący
- Ashley Abbott (oryginalnie grana przez Eileen Davidson, odtwarzana również przez Brendę Epperson Doumani i Shari Shattuck) – przyrodnia siostra Jacka, Billy’ego i Traci, chemiczka, zasiada w radzie i kierownictwie „Jabot”, matka Abby. Urodziła też martwego syna, Roberta, od tego czasu nie może mieć dzieci. Ashley była żoną Stevena Lassitera, Victora Newmana, Blade’a Bladesona, Cole’a Howarda, Brada Carltona i Tuckera McCalla. Na początku 2007 wyjechała z Genoa City. Przez ponad rok postać ta występowała w innej amerykańskiej operze mydlanej Modzie na sukces. Do Genoa City powróciła we wrześniu 2008. Boryka się z problemami psychicznymi. Nienawidzący Victora jego syn − Adam doprowadził Ashley do obłędu udając jej przyjaciela. Nastraszył ją w wyniku czego spadła ze schodów i straciła dziecko, które miała urodzić Victorowi. Dzięki Adamowi żyła w przekonaniu, że zmarła żona Victora − Sabrina żyje i ją prześladuje. Niedawno oszalała Ashley potrąciła samochodem Nikki Newman. Okazało się jednak, że Nikki wyszła cało z sytuacji, a jej śmierć była tylko jedną z halucynacji Ashley wywołanych silną depresją. Niebawem Ashley doszła do „właściwego” stanu psychicznego. Zastając męża wyznającego miłość Nikki zażądała rozwodu. Ashley mieszkała z Abby w domu Victora. Przez intrygę Adama wychowywała Faith – córkę Sharon i Nicka jako własne dziecko. Spotykała się z Neilem Wintersem. W 2012 wyjechała do Nowego Jorku i zniknęła z serialu[4].
- John Abbott (niedyś Brett Halsey, a obecnie Jerry Douglas) – senior rodu Abbottów, współwłaściciel „Jabot”. Były mąż Diny Mergeron, Jill Foster, Jessiki Blair i Glorii Bardwell. Ojciec Jacka, Traci i Billy’ego, w świetle prawa także ojciec Ashley. Zmarł w 2006 na udar mózgu, w więzieniu za zabójstwo Toma Fishera. Okazjonalnie jednak nadal pojawia się w serialu jako duch.
- Mackenzie Browning Hellstrom (niegdyś Ashley Bashioum, Kelly Kruger i Rachel Kimsey, potem Clementine Ford) – wnuczka Katherine, córka Brocka i Amandy Browning. Była żona Billy’ego Abbotta. Po latach wrócili do siebie i skonsumowali swój związek. Zajmowała się też prowadzeniem Jimmy’s Bar. Przyczyną ostatecznego rozstania pary był fakt że, mężczyzna nie mógł zaakceptować, że postanowiła ona być surogatką dla dziecka swoich przyjaciół – Cane’a i Lily Ashbych. Mac urodziła im bliźnięta – Charlesa i Matildę. Jej obecnym mężem jest Jeffrey Todd Hellstrom, z którym ma syna Dylana. Małżonkowie przenieśli się do Waszyngtonu.
- Steve Connolly (Greg Wrangler) − mąż Traci Abbott, wydawca. Razem mieszkają w Nowym Jorku.
- Jana Hawkes (Emily O’Brien) − była żona Kevina. Współwłaścicielka jego kawiarni „Crimson Lights”. Zabójczyni Carmen Mesty − specjalistki od Public Relations. Przez pewien czas przebywała za to w więzieniu. Okazało się jednak, że miała guza mózgu, który był odpowiedzialny za jej zachowanie. Po wyjściu na wolność wyszła za mąż za Kevina. Rozwiedli się w 2010. Przeżyła przez Daisy Carter i Rydera Callahana. Zmarła z powodu tętniaka w 2011.
- Jeffrey Todd „J.T.” Hellstrom (Thad Luckinbill) – ex-chłopak Brittany Hodges i Colleen Carlton. Muzyk, pracował jako detektyw z Paulem Williamsem. Był mężem Victorii Newman, z którą ma syna − Reeda. Pracował u Tuckera McCalla. W 2010 poślubił Mackenzie Browning. Mają syna -Dylana. Oboje wyjechali do Waszyngtonu.
- Drucilla Barber Winters (Victoria Rowell) – żona Neila i siostra Olivii. Niespokojna jako nastolatka, nauczyła się czytać dzięki Nathanowi Hastingsowi. Później związała się z modą i została zatrudniona w „Jabot”. Malcolm i Dru spali ze sobą jednej nocy i owocem tego romansu jest Lily. Ginie w 2007 po upadku z klifu.
- Ryan McNeil (grany od 1991 do 2001 przez Scotta Reevesa) – jedyna prawdziwa miłość Victorii. Był w środku miłosnego trójkąta pomiędzy Victorią i Niną a później między Victorią i Tricią (Sabryn Genet). Zmarł po tym jak postrzeliła go Tricia na ślubie z Victorią.
- Cassie Newman (Camryn Grimes) – córka Sharon i Franka Barritta, adoptowana przez byłego męża Sharon – Nicka. Zmarła z powodu zapalenia mózgu spowodowanego wypadkiem samochodowym.
- Nathan Hastings (Nathan Purdee od 1985 do 1992) – ex-mąż Olivii, zarażony wirusem HIV, zmarł krótko po rozstaniu z Olivią.
- Nathan 'Nate' Hastings, Jr. (Bryant Jones) – syn Olivii i Nathana.
- Phillip Chancellor II (John Considine i Donnelly Rhodes) – mąż Katherine, miał romans z Jill. Ożenił się z nią na łożu śmierci.
- Brock Reynolds (Beau Kayzer) – dawno niewidziany syn Katherine. Były mąż Jill, ojciec Mackenzie Browning.
- Bradley „Brad” Carlton (grany przez Dona Diamonta, w 1993 tymczasowo zastępował go Russell Todd)[5] – jeden z kierowników „Jabot”, były mąż Lisy Mansfield, Traci Abbott, Cassandry Rawlins, Ashley Abbott i Victorii Newman, ojciec Colleen Carlton, adoptował też Abby – córkę Ashley. Gardził Victorem Newmanem. Zginął zamarzając w jeziorze po uratowaniu tonacego Noah Newmana.
- Colleen Carlton (grana przez Lyndsay Fonseca, Adrianne Leon i Tammin Sursok) – córka Brada Carltona i Traci Abbott Connolly. Wielka miłość J.T. Hellstroma, była także z Adrianem Korbelem i Danielem Romalotti. Pracowała jako kelnerka w lokalu Crimson Lights, zasiadała też w zarządzie Newman Enterprises, była twarzą Jabot Cosmetics. W 2001 zostaje relegowana ze szkoły w Nowym Jorku za palenie marihuany i przybywa do Genoa City, gdzie mieszka z dziadkiem i chodzi do miejscowej szkoły. Zaprzyjaźnia się z Lily Winters i J.T. Hellstromem. Ówczesny chłopak Lily – Kevin Fisher próbował ją zabić, po tym gdy ta wyjawiła, że uprawiał seks z nieletnią. Po jakimś czasie jednak Kevin i Colleen zostali przyjaciółmi i Carlton wybaczyła mu dawne złe czyny. Studiowała historię sztuki, nawiązała też romans z profesorem Adrianem Korbelem. Kiedy Adrian przespał się z Amber Moore, ta spróbowała związać się z Danielem – byłym chłopakiem Amber. Związek jednak nie przetrwał długo. W 2009 została porwana przez szaloną Patty Williams. Kiedy Patty ukąsił jadowity pająk, Colleen popłynęła łódką po pomoc. Wypadła jednak z łodzi i niemal utonęła. Wyłowił ją Jack Abbott. Dziewczyna przebywała jednak zbyt długo pod wodą i jej mózg umarł. Matka zgodziła się odłączyć ją od aparatury podtrzymującej życie. Serce Colleen oddano potrzebującemu przeszczepu po postrzeleniu przez Patty – Victorowi Newmanowi.
- Gina Roma (Patty Weaver) – starsza siostra Danny’ego. Żona Clinta Radisona. Była dziewczyna Neila Fenmore’a – ojca Lauren oraz Johna Abbotta. Pracuje jako manager w Genoa City Athletic Club.
- Mary Williams (Carolyn Conwell) – mieszająca się we wszystko i zaborcza matka Paula. Ex-żona Carla Williamsa. Nienawidzi Lauren i nie przepada za Christine. Wybitnie gardzi Isabellą Braña oraz Cassandrą Rawlins.
- Christine Blair (Lauralee Bell) – prawniczka i była modelka. Była żona Danny’ego Romalotti i Paula Williamsa. Przez krótki czas zaangażowana w związek z Michaelem Baldwinem.
- Danny Romalotti (Michael Damian) – Dawna gwiazda rocka. Były mąż Traci Abbott, Christine Blair i Phyllis Summers. Z Phyllis ma adoptowanego syna − Daniela. Obecnie przebywa poza Genoa City. Nadal jest piosenkarzem.
- Lynne Bassett (Laura Bryan Birn) – sekretarka Paula, bardzo oddana swemu szefowi.
- Sheila Carter (Kimberlin Brown, Michelle Stafford) – żądna władzy i miłości kobieta, która nie cofnie się przed niczym, by osiągnąć swój cel. Prawie spaliła swoją matkę i Lauren Fenmore w pożarze na początku lat 90. Przez wiele lat ukrywała się w Los Angeles, gdzie stała się wrogiem numer 1 rodziny Forresterów z Mody na sukces. W 2005 wróciła do Genoa City, żeby zemścić się na Lauren za lata spędzone w więzieniu. W 2006 dokonała operacji plastycznej twarzy, przez co bardzo upodobniła się do Phyllis Summers. Została zabita przez Lauren w 2007.
- Bobby Marsino (John Enos) – wychowywał się z ciotką i wujem po tym, jak jego rodzina się rozpadła, był zaszokowany gdy dowiedział się, że Nikki przez przypadek zabiła jego brata wiele lat temu. Był żonaty z Brittany i miał syna – Joshuę. Został zamordowany w 2005.
- Brittany Hodges (Lauren Woodland) – dawna przyjaciółka J.T., była żona Bobby’ego, matka Joshuy, córka Fredericka i Anity (John Martin i Mitzi Kapture). W 2005 wyjechała z synem do Nowego Jorku.
- Sabrina Costelana Newman (Raya Meddine) − przyjaciółka Victorii. Znała się na sztuce. Była żoną Victora. Zmarła w szpitalu na skutek obrażeń jakich doznała w wypadku samochodowym. Obecnie pojawia się w serialu jako duch.
- Malcolm Winters (wcześniej Shemar Moore, od 2009 Darius McCrary) – brat Neila, fotograf, pracownik Newman Enterprises. Został uznany za zmarłego po zaginięciu w Afryce, ale po dwóch latach został odnaleziony. Zakochany w Olivii, ale spał też z Dru. W 2005 odkrył, że jest ojcem Lily. W tym samym roku wyjechał z Genoa City. W grudniu 2009 powrócił do Genoa City by zobaczyć się z bratem i zjednoczyć z chorą na raka biologiczną córką. Wyjechał w 2011.
- Cameron Kirsten (Linden Ashby) – Odnoszący sukcesy biznesmen z ciemną stroną. Terroryzował Sharon Newman od 2003 do 2004.
- Tom Fisher (Roscoe Born) – Ex-mąż Glorii Abbott. Ojciec Kevina Fishera i Rydera Callahana. Zginął w 2006 zastrzelony przez Johna Abbotta.
- Tyra Hamilton (Eva Marcille) − rzekoma siostra Yolandy Hamilton − matki Devona. Pracuje jako manager w klubie „Indigo”. Nawiązuje romans z Neilem.
- Ana Hamilton (Jamia Simone Nash) − córka Yolandy Hamilton i siostra Devona.
- Amber Moore (Adrienne Frantz) – piosenkarka i światowej sławy projektantka mody wypromowana przez Forresterów, niegdyś bliska przyjaciółka rodziny Forresterów (chociaż na początku Forresterowie uważali ją za podłą intrygantkę i swojego wroga nr 1) i była żona Ricka Forrestera z Mody na sukces, a także Cane’a Ashby’ego. Obecnie skłócona z rodziną Forresterów, przez co wyjechała z Los Angeles do Genoa City. W Genoa City pracuje jako recepcjonistka w „Restless Style”. Obecnie spotyka się z Danielem Romalotti. Młodzi, po licznych perypetiach (m.in. wrobieniem Daniela w sfałszowanie drogocennego obrazu i walce z przebiegłym Deaconem Sharpe’em) biorą ślub. Amber odnalazła swojego przybranego syna zwanego „małym D”. Kobieta rozstaje się z mężem, gdy okazuje się, że nie jest on gotowy na bycie ojcem i wraca do Los Angeles. Jej bohaterka znów pojawia się w Modzie na sukces.
- Emily Peterson (Stacy Haiduk) – psychiatra, zajmowała się terapią chorej psychicznie Patty Williams. Patty zrobiła sobie operację plastyczną twarzy na wzór twarzy Emily, przez wyglądają niemal identycznie. Emily spotykała się z Jackiem Abbottem i była jego narzeczoną. Ostatecznie wyjechała do Chicago.
- Sarah Smythe (Tracey E. Bregman) – przeciwniczka Lauren Fenmore, na której mściła się za śmierć swojej siostry – Sheili Carter. Ostatecznie zginęła z ręki swojej rywalki.
- Deacon Sharpe (Sean Kanan) − postać występująca dawniej w operze mydlanej Moda na sukces. Ojciec Hope Logan. Znajomy Amber z przeszłości, biologiczny ojciec dziecka jej kuzynki − Becky. Starał się zdobyć serce Amber, ta jednak wolała Ricka Forrestera. Jeden z wrogów rodziny Forresterów z Mody na sukces. Obecnie jest handlarzem dzieł sztuki. Znów wkracza w życie Amber próbując ją zdobyć i zmusić do małżeństwa z nim. Próbuje zdobyć drogocenny obraz na zlecenie swojej tajemniczej szefowej. W tym celu próbuje wrobić narzeczonego Amber, artystę – Daniela Romalottiego w sfałszowanie obrazu i morderstwo. Ostatecznie jednak nie udaje mu się to. Za wszelką cenę stara się chronić syna – Erica/małego D, który jest w niebezpieczeństwie ze strony szefowej Deacona. Nadal czyha jednak na szczęście Amber i Daniela. Phyllis namawia go do porwania Amber i wywiezienia jej z miasta. Deacon nie podejrzewając, że kobieta planuje w ten sposób doprowadzić do jego aresztowania, porywa dziewczynę i chce ją zabrać do ich syna – małego D. Zostaje jednak aresztowany przez policję pod zarzutem porwania. Bierze ślub z Nikki Newman. Szybko rozstają się. Obecnie przebywa w więzieniu w Genoa City. Odwiedza go Bill Spencer Jr – niedoszły teść jego córki Hope. Bill proponuje mu wyjście z więzienia w zamian za to, że potem spotka się z Hope.
- Katherine „Kay” Chancellor Murphy (oryginalnie grana przez Jeanne Cooper, tymczasowo zastępowały ją Gisele MacKenzie i Michael Learned) – największa rywalka Jill Foster, przez pewien czas sądziła, że jest jej matką, ale w 2009 wyszło na jaw, że nie są ze sobą spokrewnione. Była żona Gary’ego Reynoldsa, Phillipa Chancellora II, Dereka Thurstona, Rexa Sterlinga. Obecnie jej mężem jest Patrick Murphy. Matka Brocka Reynoldsa. Tucker McCall podstępnie przejął jej firmę. Wyjawił, że jest jej synem, którego w młodości porzuciła i od lat planował na niej zemstę. Ostatecznie pogodzili się. Zmarła we śnie. Aktorka grała tę postać prawie od początku istnienia serialu i najdłużej ze wszystkich.
- Phyllis Newman z domu Summers (oryginalnie i obecnie grana przez Michelle Stafford, a od 1997 do 1999 przez Sandrę Nelson) – Ex-żona Jacka Abbotta; była też żoną Danny’ego Romalotti, matka Daniela Romalotti Jr. Obecnie jest żoną Nicka Newmana, z którym ma córkę − Summer.

## Piosenka tytułowa
Motyw do serialu znany jako: „Nadia’s Theme” stał się ikoną serialu. Praktycznie od początku serialu pozostała bez zmian choć w latach 1999 - 2003 na skutek drastycznej zmiany koncepcji czołówki nie była ona używana. Melodia napisana przez Barry’ego De Vorzon i Perry’ego Botkina Jr. pochodząca z filmu Bless the Beasts and the Children. Botkin następnie zaadaptował fragment utworu na motyw do Żaru młodości. Kilka lat później został on wykorzystywany jako podkład muzyczny do występów Nadii Comăneci w trakcie olimpiady w 1976, co zaowocowało nadaniem alternatywnego tytułu „Nadia’s Theme”. Jego część wykorzystano też w piosence Mary J. Blige pt. No More Drama. W singlu, Blige określa się jako „young and restless”, czyli młoda i niespokojna.

## Crossovery (związki z innymi serialami)
Bellowie stworzyli serial Moda na sukces (The Bold and the Beautiful) w 1987, a w 1992 popularna postać Żaru młodości – przebiegła i wredna Sheila Carter (w tej roli wielokrotnie nagradzana Kimberlin Brown) przeniosła się do Los Angeles i została postacią Mody na sukces. Bill Bell poczuł, że postać Sheili popełniła zbyt wiele przestępstw, żeby dłużej pozostać w Genoa City, tak więc zaaranżował jej śmierć i przeniósł do Los Angeles. Tam poślubiła Erica Forrestera (John McCook, który de facto był pierwszym odtwórcą roli Lance’a Prentissa) i w dalszym ciągu obawiała się, by jej tożsamość nie wyszła na jaw dzięki jej odwiecznej przeciwniczce – Lauren Fenmore (Tracey E. Bregman), której związki z branżą odzieżową pozwalały na bliski kontakt z Forresterami. Umierający mąż Lauren – Scott Grainger (Peter Barton) także pojawił się w Modzie na sukces aby przebaczyć Sheili jej występki. Powyższe skrzyżowania akcji obu seriali okazały się udane i przysporzyły B&B ponad milion widzów. Postać Sheili pojawiała się w Modzie od 1992 do 1998, a następnie w 2002 i 2003, natomiast postać Lauren od 1995 do 1999 Obecnie Tracey Bregman znów gra swoją rolę w Żarze młodości.
W 1995 Jeanne Cooper, Heather Tom, Melody Thomas Scott, J. Eddie Peck, Kristoff St. John, Eric Braeden, i Doug Davidson zagrali samych siebie w znanym serialu kryminalnym Diagnoza: Morderstwo (Diagnosis: Murder). W jednym odcinku, Dr Amanda Bentley (grana przez Victorię Rowell) wygrała małą rolę na planie Y&R i pomogła rozwikłać morderstwo. Jako że Rowell również występuje w Żarze jako Drucilla, powodowało to mnóstwo śmiesznych nieporozumień, przede wszystkim w scenie, w której Amanda Bentley „spotyka” Victorię Rowell.
W 1997 rodzina z sitcomu pt. Pomoc domowa („The Nanny”) podróżuje do LA i spotyka kilku członków obsady, m.in. Melody Thomas Scott, Petera Bergmana i Joshuę Morrowa, oraz gwiazdę Mody na sukces Hunter Tylo. Eric Braeden pojawił się także w jednym z odcinków pierwszego sezonu Niani jako krytyk teatralny.
W 1999 Victor Newman spotkał w LA żądną mężczyzny Brooke Logan (Katherine Kelly Lang), pomógł jej uczynić zazdrosnym jej wówczas ex-męża Ridge’a Forrestera (Ronn Moss). W drodze powrotnej Brooke pojawiła się w Żarze w scenach z Jackiem Abbottem.
W 2001 wybrani członkowie serialu wystąpili w sitcomie pt. Diabli nadali.
W 2005 Michael Baldwin (Christian LeBlanc) wystąpił w kilku scenach serialu As the World Turns.
W 2005 Eric Forrester (John McCook) na krótko pojawił się w Żarze młodości.
W 2005 Katherine Chancellor (Jeanne Cooper) na krótko przeniosła się do Mody na sukces, aby pomóc Stephanie Forrester (Susan Flannery) w odzyskaniu kontroli nad „Forrester Creations”.
W 2006 Amber Moore (postać z Mody na sukces grana przez Adrienne Frantz) przeniosła się w 2007 do Genoa City. W 2010 wróciła do Los Angeles.
W latach 2007−2008 Eileen Davidson, odtwarzająca rolę Ashley Abbott, należała do głównej obsady Mody na sukces, gdzie nawiązała romanse z Rickiem Forresterem, Ridge’em Forresterem i Stormem Loganem. Od końca 2008 do 2012 znów była częścią głównej obsady Żaru młodości.
W 2007 Brooke Logan (Katherine Kelly Lang) z Mody na sukces pojawiła się w scenie rozmowy telefonicznej z Cane’em Ashbym (Daniel Goddard) − ówczesnym mężem Amber Moore.
W 2008 Felicia Forrester (Lesli Kay) z Mody na sukces na krótko przeniosła się do Genoa City by pomóc w pracy nad magazynem „Restless Style”. Nawiązała przy tym flirt z Nicholasem Newmanem (Joshua Morrow).
Od 2009 Deacon Sharpe (Sean Kanan) − w latach 2000−2005 postać występująca w Modzie na sukces − występuje gościnnie w Żarze młodości. Jako handlarz dziełami sztuki za pomocą nieczystych zagrywek próbuje zdobyć dawną miłość − Amber Moore.
W 2011 Olivia Barber Winters (Tonya Lee Williams) pojawiła się na ślubie Justina Barbera i Donny Logan w Modzie na sukces. Olivia jest kuzynką Justina.
W 2011 w Żarze młodości pojawiła się Ramona (Ramona Bruland), prezenterka telewizyjna. W tym samym roku, a także w 2012, Ramona pojawiła się w Modzie na sukces, knując z Billem Spencerem Juniorem.
W 2013 w Żarze młodości pojawił się Oliver Jones, który od 2010 jest postacią Mody na sukces.
W 2014 w Żarze młodości pojawili się Rick Forrester i jego żona Caroline Spencer Forrester, postacie Mody na sukces.

## Obsada

### Główna obsada
| Aktor                | Rola                 | Okres występowania |
| -------------------- | -------------------- | ------------------ |
| Peter Bergman        | Jack Abbott (#2)     | 1989–              |
| Eric Braeden         | Victor Newman        | 1980–              |
| Sasha Calle          | Lola Rosales         | 2018–              |
| Jason Canela         | Arturo Rosales       | 2018–              |
| Sharon Case          | Sharon Newman (#3)   | 1994–              |
| Brooks Darnell       | Nate Hastings        | 2018–              |
| Cait Fairbanks       | Tessa Porter         | 2017–              |
| Noah Alexander Gerry | Charlie Ashby (#4)   | 2017–              |
| Daniel Goddard       | Cane Ashby           | 2007–              |
| Camryn Grimes        | Mariah Copeland      | 2014–              |
| Amelia Heinle        | Victoria Newman (#3) | 2005–              |
| Alice Hunter         | Kerry Johnson        | 2018–              |
| Bryton James         | Devon Hamilton       | 2004–              |
| Christian LeBlanc    | Michael Baldwin      | 1991–1993, 1997–   |
| Kate Linder          | Esther Valentine     | 1982–              |
| Michael Mealor       | Kyle Abbott (#5)     | 2018–              |
| Joshua Morrow        | Nicholas Newman      | 1994–              |
| Melissa Ordway       | Abby Newman (#4)     | 2013–              |
| Melody Thomas Scott  | Nikki Newman (#2)    | 1979–              |
| Kristoff St. John    | Neil Winters         | 1991–2019          |
| Lexie Stevenson      | Mattie Ashby         | 2017–              |
| Jason Thompson       | Billy Abbott (#6)    | 2016–              |
| Gina Tognoni         | Phyllis Summers (#3) | 2014–              |
| Jordi Vilasuso       | Rey Rosales          | 2018–              |
| Mark Grossman        | Adam Newman          | 2019–              |
| Sean Dominic         | Nate Hastings        | 2019–              |
| Brytni Sarpy         | Elena Dawson         | 2019–              |
| Courtney Hope        | Sally Spectra        | 2020–              |
| Conner Floyd         | Chance Chancellor    | 2021–              |
| Allison Lanier       | Summer Newman (#5)   | 2022–              |
| Trevor St. John      | Tucker McCall        | 2022–              |
| Zuleyka Silver       | Audra Charles        | 2022–              |
| Hayley Erin          | Claire Grace         | 2023–              |

### Gościnnie występują
| Aktor                | Rola                        | Okres występowania                 |
| -------------------- | --------------------------- | ---------------------------------- |
| Marla Adams          | Dina Abbott Mergeron        | 1983–1986, 1991, 1996, 2008, 2017– |
| Catherine Bach       | Anita Lawson                | 2012–                              |
| Lauralee Bell        | Christine Blair Williams    | 1983–2006, 2010–                   |
| Tracey E. Bregman    | Lauren Fenmore Baldwin      | 1983–1995, 2000–                   |
| Judith Chapman       | Gloria Abbott Bardwell (#2) | 2005–                              |
| Angel Conwell        | Leslie Michaelson           | 2010–                              |
| Jerry Douglas        | John Abbott (#2)            | 1982–2013, 2015–                   |
| Margarita Franco     | Mrs. Martinez               | 2016–                              |
| Robert Gant          | David Sherman               | 2013–                              |
| Camryn Hamm          | Shauna Nelson               | 2018–                              |
| Christel Khalil      | Lily Ashby                  | 2002–                              |
| Shanica Knowles      | Simone                      | 2018–                              |
| Kelly Kruger         | Mackenzie Browning          | 2002–2003, 2018–                   |
| Alyvia Alyn Lind     | Faith Newman (#1)           | 2011–                              |
| Beth Maitland        | Traci Abbott                | 1982–1996, 1999, 2001, 2006–       |
| Lily Brooks O'Briant | Lucy Romalotti              | 2023–                              |
| Greg Rikaart         | Kevin Fisher                | 2003–                              |
| Tristan Rogers       | Colin Atkinson              | 2010–2012, 2014–                   |
| Abhi Sinha           | Ravi Shapur                 | 2016–                              |
| Jess Walton          | Jill Atkinson               | 1987–                              |
| Lauren Woodland      | Brittany Hodges             | 2000–2005, 2018–                   |